# Holly Hunter
Holly Patricia Hunter (Conyers, 20 marzo 1958) è un'attrice statunitense.
Per la sua interpretazione di Ada McGrath nel film Lezioni di piano (1993), ha vinto l'Oscar alla miglior attrice, il BAFTA alla migliore attrice protagonista, il Golden Globe per la migliore attrice in un film drammatico, e il Prix d'interprétation féminine al Festival di Cannes. È stata inoltre candidata al Premio Oscar come miglior attrice per Dentro la notizia - Broadcast News (1987), per il quale ha vinto l'Orso d'argento per la migliore attrice al Festival di Berlino e come miglior attrice non protagonista per Il socio (1993) e Thirteen - 13 anni (2003).
Candidata a sette Emmy Award, la Hunter ne ha vinti due. Ha inoltre recitato nella serie TV Saving Grace (2007-10). I suoi altri ruoli cinematografici includono Arizona Junior (1987), Always - Per sempre (1989), Copycat - Omicidi in serie (1995), Crash (1996), Fratello, dove sei? (2000), Gli Incredibili (2004) e Batman v Superman: Dawn of Justice (2016).

## Biografia
Ultima di sette figli di una famiglia di agricoltori in Georgia, già in giovane età cominciò a fare teatro e nel 1976 si trasferì a Pittsburgh, dove seguì dei corsi di recitazione. Dal 1980 al 1982 visse e lavorò a New York, per poi spostarsi successivamente a Hollywood. Nel 1982 Holly conseguì un master alla scuola di recitazione di Yale, dove fu compagna di stanza di Frances McDormand. Nel 1984 recitò in Blood Simple - Sangue facile, primo film diretto dai fratelli Joel ed Ethan Coen, e l'anno successivo si trasferì in una casa nel Bronx, che condivise con la McDormand, i fratelli Coen e Sam Raimi.
Nel 1987 prese parte film Dentro la notizia - Broadcast News, assieme a William Hurt e Albert Brooks: il ruolo della news-producer Jane Craig le valse numerosi riconoscimenti internazionali (tra cui l'Orso d'Argento alla Miglior Attrice al Festival di Berlino) e la sua prima candidatura all'Oscar alla miglior attrice (1988). Successivamente recitò in due film diretti dai fratelli Coen, Arizona Junior e Fratello, dove sei?. Ottenne il suo più grande successo nel 1993, quando recitò in Lezioni di piano di Jane Campion, che le fruttò numerosi premi, tra cui l'Oscar alla miglior attrice, un BAFTA, un Golden Globe e un Prix d'interprétation féminine al Festival di Cannes.
Nel corso della sua carriera ottenne altre candidature all'Oscar: nel 1993 per Il socio di Sydney Pollack (nello stesso anno, insieme alla candidatura come migliore attrice protagonista per Lezioni di piano ottenne anche quella come migliore attrice non protagonista), e nel 2003 per Thirteen - 13 anni di Catherine Hardwicke. Quest'ultimo ruolo le valse anche un Pardo per la miglior interpretazione femminile al Festival di Locarno. Nel 2005 partecipò al corale 9 vite da donna, di Rodrigo García, dove la sua eccellente interpretazione si confrontò con quella di altre grandi attrici quali Sissy Spacek e Glenn Close. Presentato al Festival di Locarno 2005, il film fu un vero e proprio successo, e valse all'intero cast femminile il Pardo per la miglior interpretazione femminile (il secondo per Holly). La Hunter vinse inoltre 2 premi Emmy (su 6 candidature), nel 1989 e nel 1993. 
Nel 2013 riprese la collaborazione con Jane Campion, interpretando uno dei personaggi principali della serie TV Top of the Lake - Il mistero del lago.

## Vita privata
La Hunter soffre di sordità all'orecchio sinistro. Dal 1995 al 2001 è stata sposata con il direttore della fotografia polacco Janusz Kamiński. Dal 2001 è fidanzata con l'attore inglese Gordon MacDonald, con cui ha avuto i gemelli Press e Claude, nati nel 2006.

## Filmografia

### Attrice

#### Cinema
- The Burning, regia di Tony Maylam (1981)
- Swing Shift - Tempo di swing (Swing Shift), regia di Jonathan Demme (1984)
- Arizona Junior (Raising Arizona), regia di Joel ed Ethan Coen (1987)
- Fine della linea (End of the Line), regia di Jay Russell (1987)
- Dentro la notizia - Broadcast News (Broadcast News), regia di James L. Brooks (1987)
- Regina senza corona (Miss Firecracker), regia di Thomas Schlamme (1989)
- Animal Behavior, regia di Jenny Bowen e Kjehl Rasmussen (1989)
- Always - Per sempre (Always), regia di Steven Spielberg (1989)
- Ancora una volta (Once Around), regia di Lasse Hallström (1991)
- Lezioni di piano (The Piano), regia di Jane Campion (1993)
- Il socio (The Firm), regia di Sydney Pollack (1993)
- Copycat - Omicidi in serie (Copycat), regia di Jon Amiel (1995)
- A casa per le vacanze (Home for the Holidays), regia di Jodie Foster (1995)
- Crash, regia di David Cronenberg (1996)
- Una vita esagerata (A Life Less Ordinary), regia di Danny Boyle (1997)
- Kiss (Living Out Loud), regia di Richard LaGravenese (1998)
- Woman Wanted, regia di Kiefer Sutherland (1999)
- Jesus' Son, regia di Alison Maclean (1999)
- Le cose che so di lei (Things You Can Tell Just By Looking At Her), regia di Rodrigo García (2000)
- Timecode, regia di Mike Figgis (2000)
- Fratello, dove sei? (O Brother, Where Art Thou?), regia di Joel ed Ethan Coen (2000)
- Moonlight Mile - Voglia di ricominciare (Moonlight Mile), regia di Brad Silberling (2002)
- Levity, regia di Ed Solomon (2003)
- Thirteen - 13 anni (Thirteen), regia di Catherine Hardwicke (2003)
- Tutte le ex del mio ragazzo (Little Black Book), regia di Nick Hurran (2004)
- 9 vite da donna (Nine Lives), regia di Rodrigo García (2005)
- The Big White, regia di Mark Mylod (2005)
- Portraits in Dramatic Time, regia di David Michalek e Paul Warner (2011)
- Jackie, regia di Antoinette Beumer (2012)
- Una scuola per Malia (Won't Back Down), regia di Daniel Barnz (2012)
- Paradise, regia di Diablo Cody (2013)
- Manglehorn, regia di David Gordon Green (2014)
- Strange Weather, regia di Katherine Dieckmann (2016)
- Batman v Superman: Dawn of Justice, regia di Zack Snyder (2016)
- I casi della vita (Breakable You), regia di Andrew Wagner (2017)
- The Big Sick - Il matrimonio si può evitare... l'amore no (The Big Sick), regia di Michael Showalter (2017)
- Song to Song, regia di Terrence Malick (2017)

#### Televisione
- La ragazza e il professore (Svengali), regia di Anthony Harvey – film TV (1983)
- Un amore singolare (An Uncommon Love), regia di Steven Hilliard Stern – film TV (1983)
- With Intent to Kill, regia di Mike Robe – film TV (1984)
- Tutti colpevoli (A Gathering of Old Men), regia di Volker Schlöndorff – film TV (1987)
- Roe vs. Wade, regia di Gregory Hoblit – film TV (1989)
- Pazze d'amore (Crazy in Love), regia di Martha Coolidge – film TV (1992)
- The Positively True Adventures of the Alleged Texas Cheerleader-Murdering Mom, regia di Michael Ritchie – film TV (1993)
- Harlan County War, regia di Tony Bill – film TV (2000)
- When Billie beat Bobby, regia di Jane Anderson – film TV (2001)
- Saving Grace – serie TV, 46 episodi (2007-2010)
- Top of the Lake - Il mistero del lago (Top of the Lake) – serie TV, 6 episodi (2013)
- Bonnie & Clyde, regia di Bruce Beresford – miniserie TV (2013)
- Here and Now - Una famiglia americana (Here and Now) – serie TV, 10 episodi (2018)
- Succession – serie TV, 6 episodi (2019)
- Sfida al presidente - The Comey Rule (The Comey Rule) – miniserie TV, puntate 01-02 (2020)
- Mr. Mayor – serie TV, 20 episodi (2021-2022)

### Doppiatrice

#### Cinema
- Blood Simple - Sangue facile (Blood Simple), regia di Joel ed Ethan Coen (1984)
- The Three Billy Goats Gruff and The Three Little Pigs, regia di Kelly Peterson – cortometraggio (1989)
- Gli Incredibili - Una "normale" famiglia di supereroi (The Incredibles), regia di Brad Bird (2004)
- Gli Incredibili 2 (Incredibles 2), regia di Brad Bird (2018)

#### Televisione
- American Experience – programma TV, 6 puntate (2001)
- Peep and the Big Wide World – serie animata, episodio 3x06 (2007)
- Bless the Harts – serie animata, episodio 1x03-2x03-2x06 (2019-2020)
- Pixar Popcorn – serie animata, episodio 1x06 (2021)

#### Videogiochi
- Disney Infinity (2013)
- Disney Infinity 2.0: Marvel Super Heroes (2014)
- Disney Infinity 3.0 (2015)

## Teatro
- Il bambino sepolto, di Sam Shepard. Loretto-Hulton Center Browning Mainstage di Webster Groves (1981)
- Crimes of the Heart, di Beth Henley, regia di Melvin Bernhardt. John Golden Theatre di Broadway (1982)
- The Wake of Jamey Foster, di Beth Henley, regia di Ulu Grosbard. Eugene O'Neill Theatre di Broadway (1982)
- A Weekend Near Madison, di Kathleen Tolan, regia di Emily Mann. Actors Theatre of Lousville di Louisville (1983)
- Eden Court, di Murphy Guyer, regia di Ken Jenkins. Actors Theatre of Louisville di Louisville (1983)
- Miss Firecracker Contest, di Beth Henley. Westside Arts Theater (1984)[1]
- The Play What I Wrote, di Hamish McColl, Sean Foley ed Eddie Braben, regia di Kenneth Branagh. Lyceum Theatre di Broadway (2003)
- Sticks and Bones, di David Rabe, regia di Scott Elliott. The Pershing Square Signature Center di New York (2014)

## Doppiatrici italiane
Nelle versioni in italiano delle opere in cui ha recitato, Holly Hunter è stata doppiata da:
- Isabella Pasanisi in Always - Per sempre, Ancora una volta, Il socio, Una vita esagerata, Fratello, dove sei?, Moonlight Mile - Voglia di ricominciare, Levity
- Alessandra Korompay in Crash, Le cose che so di lei, Song to Song, Here and Now - Una famiglia americana, Succession
- Roberta Paladini in Dentro la notizia - Broadcast News, Una scuola per Malia, Sfida al presidente - The Comey Rule
- Cinzia De Carolis in Thirteen - 13 anni, The Big White, Batman v Superman: Dawn of Justice
- Alessandra Cassioli in Saving Grace, Strange Weather
- Rossella Izzo in Lezioni di piano, Mr. Mayor
- Susanna Javicoli in Arizona Junior
- Rita Baldini in Regina senza corona
- Margherita Sestito in Pazze d'amore
- Mavi Felli in Copycat - Omicidi in serie
- Claudia Razzi in A casa per le vacanze
- Pinella Dragani in Kiss
- Tiziana Avarista in Tutte le ex del mio ragazzo
- Roberta Greganti in 9 vite da donna
- Tatiana Dessi in Top of the Lake - Il mistero del lago
- Valeria Perilli in Bonnie & Clyde
- Chiara Colizzi in The Big Sick - Il matrimonio si può evitare... l'amore no
- Mirta Pepe in The Electric State

Come doppiatrice è stata sostituita da:
- Laura Morante in Gli Incredibili - Una "normale" famiglia di supereroi
- Giò Giò Rapattoni in Gli Incredibili 2